# Toleranzkirche (Vsetín)

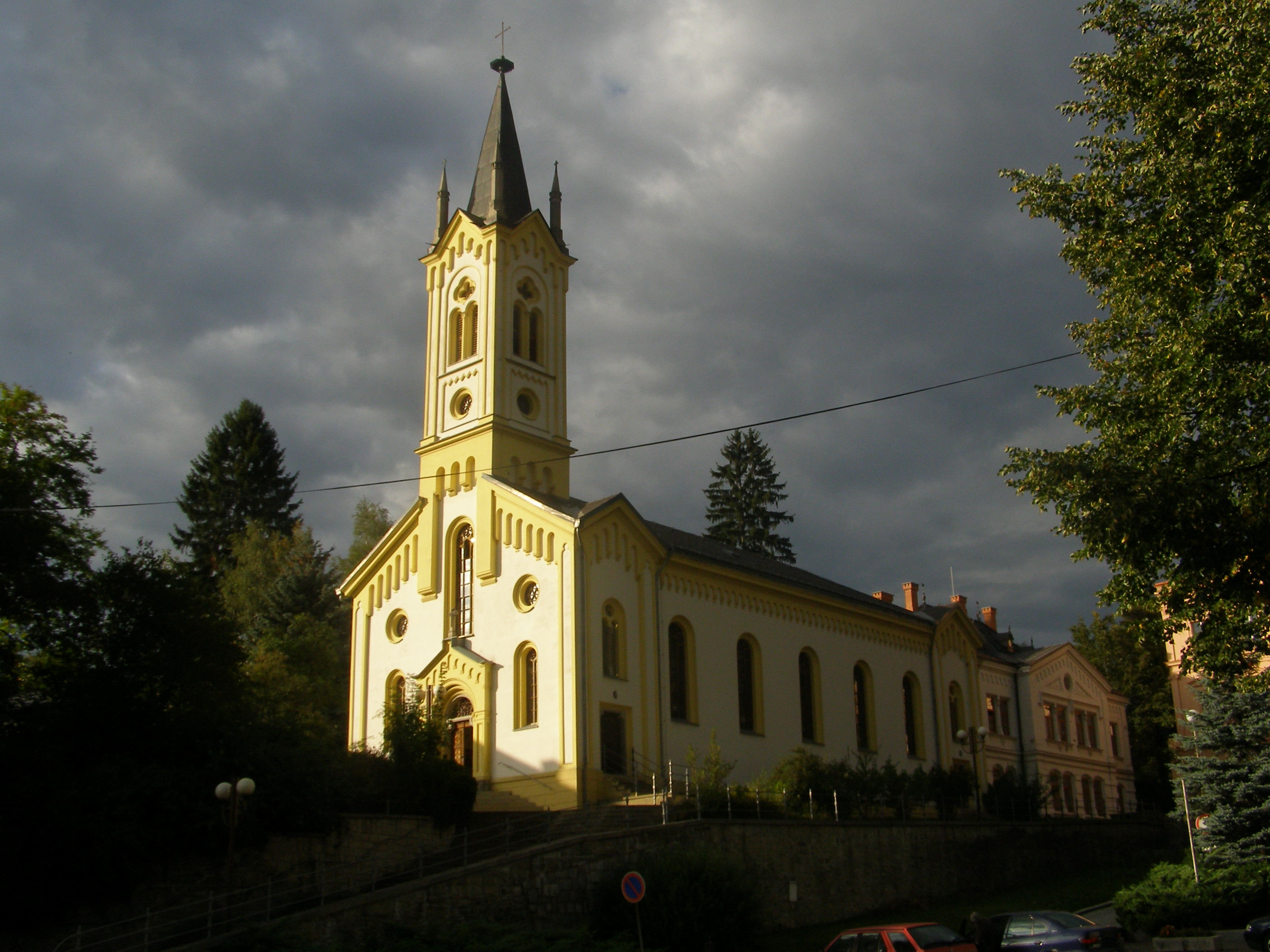
Toleranzkirche Vsetín

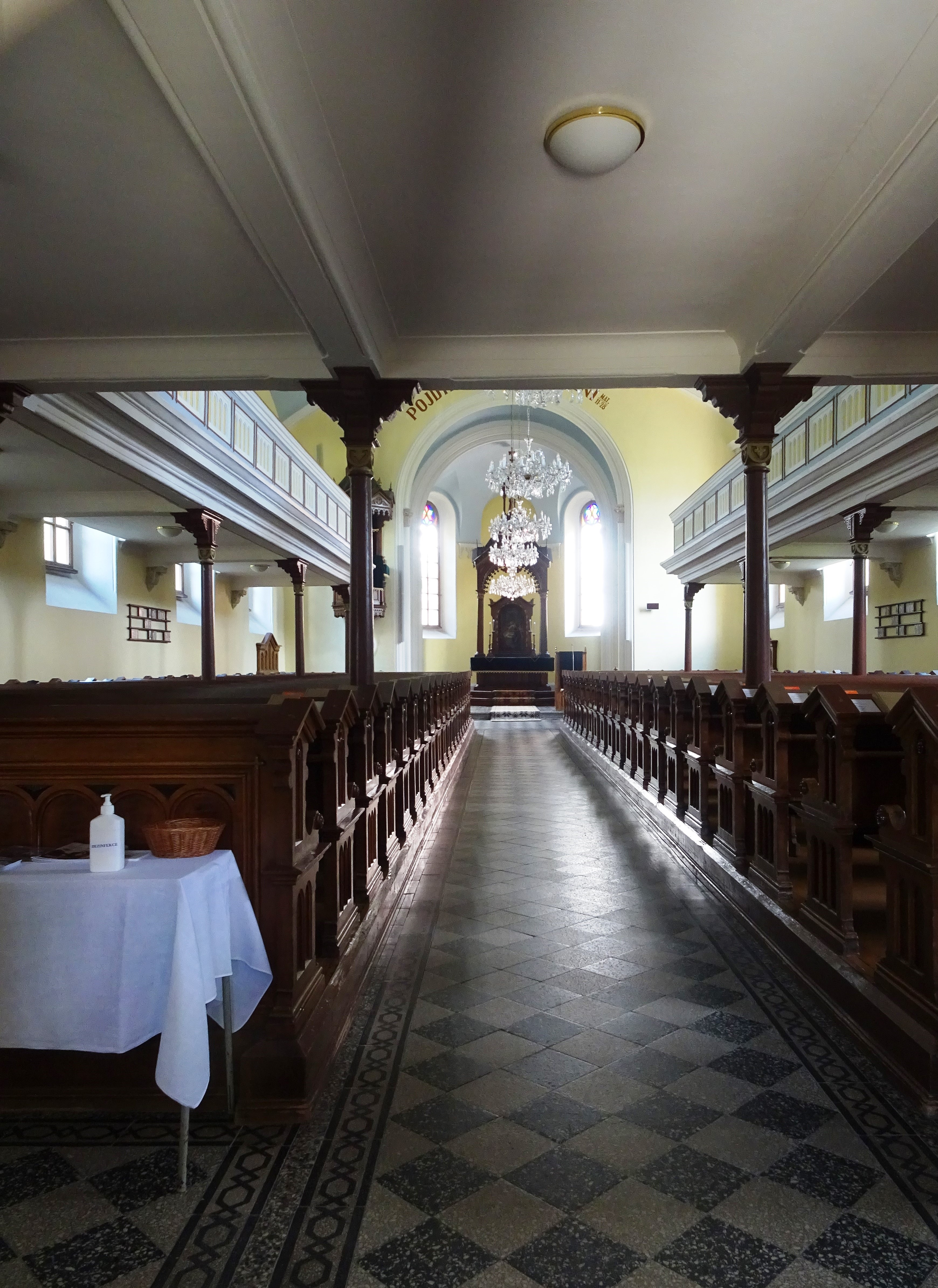
Innenraum

Die Toleranzkirche ist ein evangelisches Kirchenbauwerk in Vsetín (deutsch Wsetin), einer Stadt an der Vsetínská Bečva im Bezirk Vsetín in Tschechien.

## Geschichte
Nach dem Erwerb der zuvor weitgehend protestantisch gewordenen Herrschaft Vsetín 1634 führte der Graner Erzbischof Péter Pázmány die Gegenreformation durch. Erst mit dem 1781 publizierten  Toleranzpatent Kaiser Josefs II. konnte im darauffolgenden Jahr wieder ein Bethaus errichtet werden, das eine der ersten Toleranzkirchen Mährens darstellt. Bereits 1785 spaltete sich die Gemeinde in eine lutherische und eine reformierte Gemeinde, von denen letztere schließlich in unmittelbarer Nachbarschaft ihr eigenes Kirchengebäude errichtete, das am 24. Mai 1827 geweiht und 1892 nach dem Entwurf des Architekten Dušan Jurkovič in den Formen des Barockklassizismus umgestaltet wurde. 
In den Jahren 1881 bis 1898 wurde auch der evangelisch-lutherische Kirchenbau von 1782 entscheidend umgebaut und die bislang turmlose Kirche mit einem Turmaufbau versehen, der 1882 mit drei vom Bochumer Verein gegossenen Stahlglocken  ausgestattet wurde. Die Kirche wurde zuletzt in den Jahren 1999 und 2000 restauriert. Die im Rundbogenstil errichtete Kirche ist mit dreiseitig umlaufender Empore und einem Baldachinaltar ausgestattet, der im Retabel eine Darstellung des Letzten Abendmahls enthält. 
1923 schlossen sich beide Konfessionen zur Evangelischen Kirche der Böhmischen Brüder zusammen.